# 克里夫蘭風笛手
克利夫蘭風笛手（英語：Cleveland Pipers）是一支創立於1950年代和1960年代初期的美國工業籃球隊。風笛手以在1961-62年間短暫的美國籃球聯盟中打球而聞名。主場位於俄亥俄州克利夫蘭的克利夫蘭競技場，1962年球隊解散。

## 歷史
克里夫蘭風笛手最初由艾德·斯威尼創立，他是一家公司的股東，該公司為克利夫蘭市的多家公司和建築物處理管道，供暖和空調服務。後來喬治·史坦布瑞納收購了克里夫蘭風笛手，當時他是一間克利夫蘭貿易公司老闆的30歲兒子。前半季史坦布瑞納聘用約翰·麥肯登擔任總教練，他是職業籃球界的第一位非裔美國人總教練。然而麥肯登不滿史坦布瑞納一直插手球隊事務鬧翻，後半季史坦布瑞納找了比爾·夏曼擔任總教練，在夏曼的帶領下球隊贏得了聯盟1961-62賽季的冠軍，也是這個聯盟短暫歷史上唯一的全賽季冠軍。

## NBA請願書
史坦布瑞納請願讓NBA接受他的球隊卻失敗，風笛手解散了。在ABL於1962年12月31日聯盟解散後，史坦布瑞納個人損失超過200萬美元和12.5萬美元的債務。

## 巴尼特事件
風笛手前兩年在克利夫蘭競技場打球，但尋求一個新的主場，以減少每場比賽750美元的租金。他們與克利夫蘭簽署了一項協定，以每場比賽400美元或總收入的15%在克利夫蘭市政中心區的公共禮堂打27場比賽。然而，在1961年8月初，克利夫蘭市長安東尼·塞萊佈雷澤要求重新談判這筆交易，要求與風笛手在競技場支付每場比賽相同的750美元。史坦布瑞納拒絕了，並威脅要將團隊轉移到哥倫布。
在設施爭議繼續開始之前，麥克倫登於8月16日以13000美元為期一年的合約簽下了他的前田納西州球星迪克·巴尼特。巴內特在NBA雪城國民打完了他的第二個賽季，並獲得了一份價值11500美元的新合約。但他的簽約導致了另一場法律糾紛。9月25日，在風笛手開始季前訓練營的同一天，國民隊宣布計劃提交臨時限制令，以防止巴尼特為風笛手效力。
雪城國民引用了這樣一個事實，即合約給了球隊維護巴尼特權利的合法選擇，而克利夫蘭風笛手的法律團隊則專注於另一名ABL球員肯·西爾斯的案件。他曾效力於NBA的洛杉磯湖人，但隨後簽下了一份為ABL的奧克蘭橡樹效力的合約。國民隊在10月23日獲得了臨時限制令，距離例行賽開始不到兩周。
在接下來的兩個月裡，事情一直沒有得到解決，巴尼特無法與風笛手一起比賽或練習。最終，國民隊贏得了永久禁令，但在史坦布瑞納和雪城國民總經理迪克·比亞松握手協定後，同意將巴尼特從他們的交易中釋出。

## 外部連結
- Ohio History Central Cleveland Pipers （页面存档备份，存于）
- Book on the Pipers  （页面存档备份，存于）